# Dunkley Car
Die Dunkley Car Company war ein britischer Hersteller von Kinderwagen, der zeitweise auch Automobile herstellte.

## Unternehmensgeschichte
Das Unternehmen aus Birmingham begann 1896 mit der Produktion von Automobilen. Der Markenname lautete Dunkley. 1924 endete die Produktion. Außerdem fand 1912 die Herstellung des Alvechurch bei Dunkley statt.

## Fahrzeuge
Das erste Fahrzeug von 1896 hatte ein kleines Vorderrad, zwei große Räder in Fahrzeugmitte und ein kleines Hinterrad. Der Motor war mittig montiert und trieb die mittlere Achse an. Die Karosserie aus Korbgeflecht war als Dos-à-dos ausgeführt. Gelenkt werden konnte das Gefährt sowohl vom Vorder- als auch vom Rücksitz. Die Bremse konnte allerdings nur vom hinteren Sitz betätigt werden.
Daneben entstanden einige Dreiräder im Stile von Behindertenfahrzeugen.
1901 erschien das nächste vierrädrige Fahrzeug, das nun über die übliche Radanordnung verfügte. Es bot zwei Sitze hintereinander.
1915 stellte Dunkley motorisierte Dreiräder her, zu denen keine weiteren Daten vorliegen.
Zwischen 1922 und 1924 entstanden die letzten Motorfahrzeuge. Das Modell Pramotor war wiederum ungewöhnlich gestaltet. Eine Art Motorroller ohne Vorderrad bildete das Heck des Fahrzeugs. Davor konnte eine beliebige Karosserie montiert werden. In der Regel waren dies Kinderwagen, doch entstand zumindest auch ein geschlossenes Coupé. Die zur Wahl stehenden Motoren mit 1 PS und 2,75 PS Leistung waren schwach. Sowohl der hohe Preis von 141,75 Pfund als auch das Verbot für Motorfahrzeuge auf Gehwegen sorgten dafür, dass das Modell kein Erfolg war.